# アブニー効果
アブニー効果（アブニーこうか、英: Abney effect）は、単色光に白色光が追加されたときに発生する、知覚される色相の変化のこと。人の色覚に見られる現象のひとつである。
アブニー効果を説明した最初の論文は、イギリスの化学者・写真家のウィリアム・アブニーによって、1909年12月に英国王立協会紀要（Proceedings of the Royal Society of London）シリーズAに掲載された。これは、しばしば1910年であると紹介される。
単色光（スペクトル色）は人にとって最も鮮やかに見える、純度の高い色である。この単色光に対して白色光を追加すると、彩度が低下するが、それだけでなく色相も変化する。この変化は、色によって程度が異なる。この色相の変化は、物理的な現象ではなく、人の生理学的なものである。
また、白色光は赤、青、緑の光を組み合わせて作成できるが、アブニーは、見かけの色相の変化の原因はこの光源の赤と緑の光であることを示した。白色に含まれる青の光の成分はアブニー効果に影響を与えなかった。